# Umberto Serristori
Umberto Settimio Paolo Vittorio Serristori, nato Tozzoni ed autorizzato a portare il cognome della madre con regio decreto 19 marzo 1885; Nobile di Bologna dei Signori di Castelfalcino, Conte, Patrizio di Firenze e di Imola (Firenze, 9 gennaio 1861 – Firenze, 19 gennaio 1941), è stato un diplomatico e politico italiano.
Laureato nel 1883 entra giovanissimo nella carriera diplomatica come addetto di legazione, prestando in seguito servizio a Vienna, Pietroburgo, Londra e Berlino. A disposizione del Ministero degli esteri dal 1889 al 1891 viene poi nominato segretario dell'ambasciata italiana a Parigi. Nel 1882 lascia la diplomazia per dedicarsi alla vita politica: deputato per sei legislature, eletto nel collegio di Pontassieve, viene nominato senatore a vita nel 1913.